# ارنیست بتیرکانوف
ارنیست بتیرکانوف (قرقیزی: Эрнист Батырканов؛ زادهٔ ۲۱ فوریهٔ ۱۹۹۸) بازیکن فوتبال اهل قرقیزستان است.
از باشگاه‌هایی که در آن بازی کرده‌است می‌توان به باشگاه فوتبال دوردوی بیشکک و باشگاه فوتبال عبدیش-آتا قند اشاره کرد.
وی همچنین در تیم‌های ملی فوتبال قرقیزستان، و قرقیزستان، بازی کرده‌است.